# Ore Kadal
Ore Kadal – indyjski dramat psychologiczny zrealizowany w 2007 roku w języku malajalam przez Shyamaprasada. Film nagrodzono licznymi nagrodami. W rolach głównych aktorzy kina malajalam - Mammootty, Meera Jasmine, Narain i Ramya Krishnan.

## Fabuła
Film przedstawia relacje między dwojgiem ludzi - intelektualisty i gospodyni domowej. Film pokazuje  problem człowieka, który nie chce się z nikim związać, z nikim żegnać przed śmiercią. Kto od bliskości woli znieczulenie alkoholem i ucieczkę w idee - czytane i pisane. Tłem historii Ćennaj. Dr S R Nathan (Mammootty) żyje samotnie przekonany, że światem rządzi tylko ekonomia. Na uczucia w jego życiu zajętym pracą naukowa i pisaniem książek nie ma miejsca. Jedyna więź, która toleruje to przyjaźń z wysokiej klasy call girls Belą (Ramya Krishna). Dr Nathan  ma swoiste podejście do kobiet. Potrzebuje tylko ich ciała, sięgając po nie od czasu do czasu. Jego życie zaczyna się jednak zmieniać, gdy pewnego dnia, czując niezrozumiałe dla siebie współczucie pomaga sąsiadce, młodej żonie (Meera Jasmine) bezrobotnego Jayakumara (Narein).

## Obsada
- Mammootty ...     Dr. S. R. Nathan
- Meera Jasmine ... Deepti
- Narain ... Jayakumar
- Ramya Krishnan ... Bela

## Piosenki
| piosenkę            | śpiewa(ją)                  |
| ------------------- | --------------------------- |
| Manassinte          | Sujatha Mohan, G. Venugopal |
| Nagaram Viduram     | Vineeth Sreenivasan         |
| Oru Kadalay         | Naveen Nair                 |
| Pranaya Sandhyayoru | Bombay Jayashri             |
| Yamuna Veruthe      | Shweta Mohan                |
| Yamuna Veruthe      | Ouseppachan                 |

## Nagrody

### National Film Awards
- National Film Award dla najlepszego filmu w malajalam - 2008
- National Film Award za najlepszą muzykę - Ouseppachan - 2008

### Festiwale filmowe
- IFFI Indian Panorama -2007
- Asiatic –Rome- 2008
- Fribourg International Film Festival – Szwajcaria 2008
- Indian Film Festival of Los Angeles -2008
- International Film Festival of Minneapolis -2008
- Cine Del Sur – Grenada, Hiszpania -2008
- Stuttgart Festival of Bollywood and Beyond (lipiec 2008)
- Festival of Malayalam Films – Vollodoid, Hiszpania (czerwiec – 2008)
- International Film Festival of Kerala – 2007
- Hyderabad International Film Fest
- Pune International Film Festival
- MAMI Festival – Mumbaj
- Habitat Film Festival – New Delhi
- Asian Film Festival - Abudhabi

### Kerala State Awards 2007
- Kerala State Film Award za Najlepszy Film - Ore Kadal
- Kerala State Film Award dla Najlepszej Aktorki - Meera Jasmine
- Kerala State Film Award za Najlepsza Muzykę - Ouseppachan
- Kerala State Film Award za Najlepszy Montaż - Vinod Sukumaran

### Dubai Amma Awards 2007  (Dubaj)
- najlepszy film - Ore Kadal
- najlepszy aktor - Mammootty
- najlepsza aktorka - Meera Jasmine
- najlepsza drugoplanowa aktorka - Ramya Krishnan
- najlepszy operator - Azhakappan
- najlepsza muzyka - Ouseppachan

### IFFK 2007 Awards
- NETPAC Award za najlepszy film w malajalam
- Fipresci Award za najlepszy film w malajalam

### Asianet Film Award 2007
- najlepszy aktor - Mammootty
- najlepsza aktorka - Meera Jasmine

### Film Critics Award 2007
- najlepszy film
- najlepszy reżyser
- najlepszy śpiew w playbacku (kobiecy)
- najlepszy operator
- Najlepsza muzyka

### Vanitha Film Award 2007
- najlepszy aktor - Mammootty
- najlepsza aktorka - Meera Jasmine

### Film Critics Award 2007
- najlepszy film
- najlepszy reżyser
- najlepszy śpiew w playbacku (kobiecy)
- najlepszy operator
- Najlepsza muzyka

### FOKANA Film Award 2007
- najlepszy aktor - Mammootty
- najlepsza aktorka - Meera Jasmine

### Sify Award 2007
- najlepszy film - Ore Kadal
- najlepszy aktor - Mammootty
- najlepsza aktorka- Meera Jasmine

### Amrita Film Awards 2007
- najlepszy reżyser - Shyamaprasad
- najlepszy aktor - Mammootty
- najlepsza aktorka - Meera Jasmine
- najlepsza aktorka drugoplanowa - Ramya Krishnan
- najlepsza muzyka :Ouseppachan
- najlepszy śpiew w playbacku (kobiecy)  : Shweta Mohan

### Inne nagrody
- John Abraham Award za najlepszy film Ore Kadal
- V.Santharam National nagroda dla najlepszej aktorki - Meera Jasmine
- Sreevidya  nagroda dla najlepszej aktorki - Meera Jasmine
- Bollywood & Beyond 2008 (Stuttgart, Niemcy): Nagroda Publiczności za najlepszy film[1]